# (4925) Zhoushan
(4925) Zhoushan ist ein Asteroid des Hauptgürtels, der am 3. Dezember 1981 am Purple-Mountain-Observatorium in Nanjing entdeckt wurde.
Der Asteroid ist nach Zhoushan, der einzigen Stadt der gleichnamigen Inselgruppe, benannt. Die Benennung erfolgte am 6. August 2009.